# (14814) Gurij
(14814) Gurij (1981 RL2) – planetoida z pasa głównego asteroid okrążająca Słońce w ciągu 4,36 lat w średniej odległości 2,67 j.a. Odkryta 7 września 1981 roku.